# جيرولامو غريمالدي
جيرولامو غريمالدي (بالإسبانية: Jerónimo Grimaldi)‏ (و. 1710 – 1789 م) هو دبلوماسي، وسياسي إسباني، ولد في جنوة، توفي في جنوة، عن عمر يناهز 79 عاماً.

## مناصب
تولى منصب ambassador of Spain to France ‏
- Ambassador of Spain  to the Holy See  [لغات أخرى]‏

.

## جوائز
حصل على جوائز منها:
- نيشان الفنون والآداب من رتبة قائد (17 يناير 2013)[3]
- جائزة المنافسة العامة  [لغات أخرى]‏ (1946)